# Thom Tillis
Pour les articles homonymes, voir Tillis.
Thomas Roland Tillis, dit Thom Tillis, né le 30 août 1960 à Jacksonville (Floride), est un homme politique américain. Membre du Parti républicain, il est sénateur de la Caroline du Nord au Congrès des États-Unis depuis 2015.

## Biographie

### Jeunesse et carrière professionnelle
Thom Tillis est né en 1960 à Jacksonville en Floride. Membre d'une fratrie de six enfants, sa famille déménage souvent durant sa jeunesse (en Floride, en Louisiane et au Tennessee). Ne pouvant rejoindre l'Air Force à cause d'un accident de voiture, il devient magasinier et prend des cours du soir. Il devient par la suite consultant chez PricewaterhouseCoopers.
En 1997, il est diplômé de l'université du Maryland, à l'âge de 36 ans. L'année suivante, il s'installe dans la région de Charlotte en Caroline du Nord. Il travaille alors chez IBM.
Il a deux enfants avec sa femme Susan, avec qui il divorce.

### Mandats locaux en Caroline du Nord

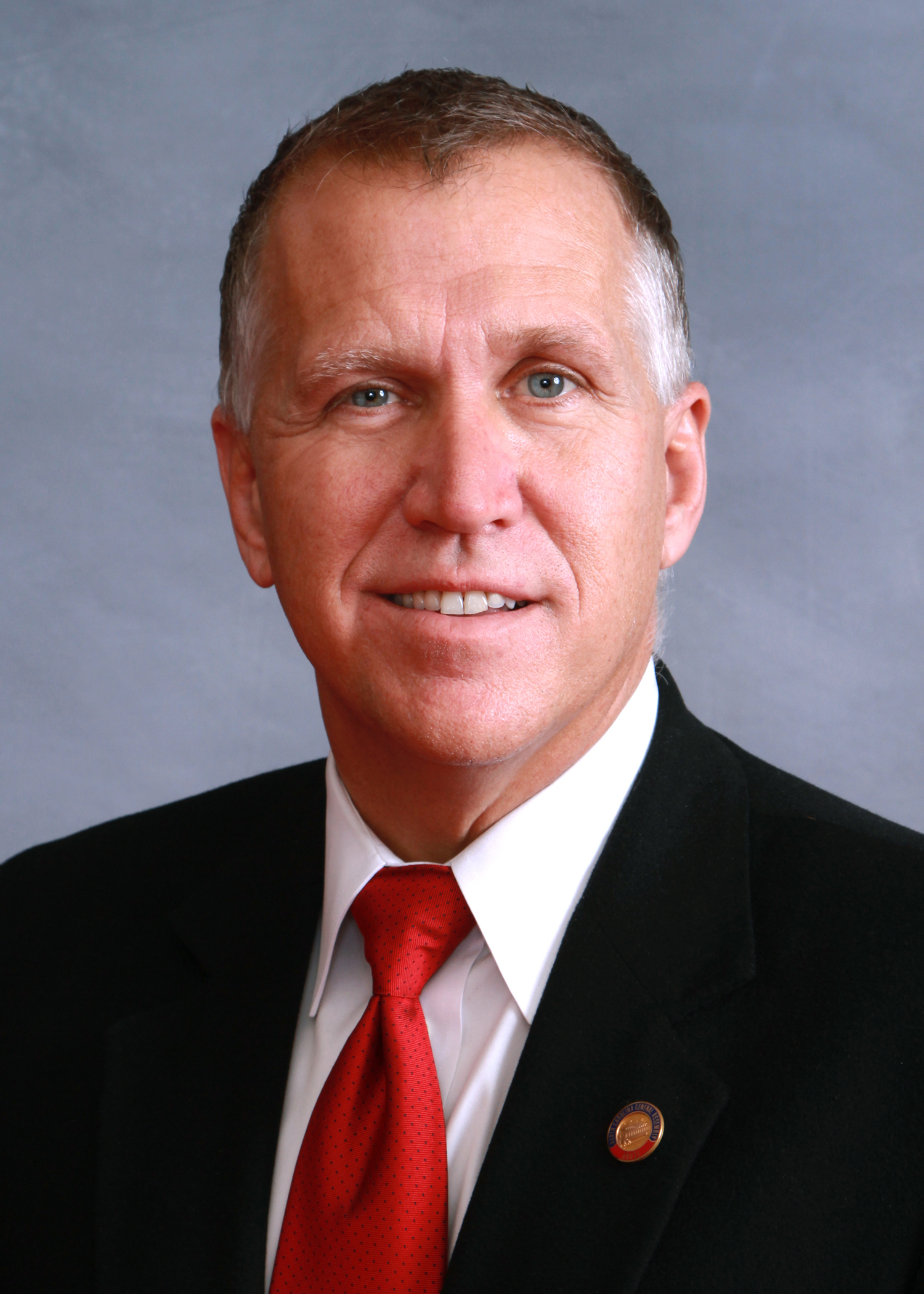
Portrait de Thom Tillis en 2011.

Thom Tillis est élu membre du conseil municipal de Cornelius en 2003.
En 2006, il se présente à la Chambre des représentants de Caroline du Nord face à un député sortant républicain impopulaire. Dans le 98e district, il remporte la primaire républicaine avec 63 % des voix, puis l'élection générale sans opposant. Il est réélu avec 100 % des suffrages en 2008 et rejoint la direction de la minorité républicaine à la Chambre.
À l'approche des élections de 2010, Tillis quitte son emploi pour se consacrer au recrutement de candidats républicains. Grâce à la victoire des républicains, il devient président de la Chambre des représentants en 2011,. S'il est élu comme modéré, il opère un virage à droite durant son mandat et fait adopter de nombreuses lois conservatrices. Il est réélu en 2010 et 2012, toujours sans opposant.

### Sénat des États-Unis

#### Élections
Lors des élections de 2014, Thom Tillis se présente au Sénat des États-Unis face à la sénatrice sortante Kay Hagan, membre du Parti démocrate. Il remporte la primaire républicaine avec environ 46 % des voix, battant notamment les candidats anti-establishment Mark Harris et Greg Brannon. Dans un État qui a voté pour Mitt Romney en 2012, Hagan est en difficulté. La sénatrice tente de se différencier du président Barack Obama, impopulaire, malgré les attaques de Tillis. De mai à septembre, Tillis est éloigné de la campagne, occupé par son travail au sein de la Chambre des représentants. Hagan est alors légèrement en tête des enquêtes d'opinion. Cependant, après l'été, l'écart entre les candidats se resserre. À l'approche de l'élection, les sondages donnent Tillis et Hagan au coude-à-coude. Dans un contexte de vague conservatrice, Tillis bat finalement Hagan de 1,7 point de pourcentage, permettant de faire basculer le Sénat aux mains des républicains. Il entre en fonction le 3 janvier 2015.
En vue des élections de 2020, Tillis est un temps considéré comme possiblement en danger dans le cadre d'une primaire, en raison de désaccords passés avec le président. Il reçoit cependant le soutien de Donald Trump et son principal opposant républicain se retire avant la primaire. Il remporte la primaire républicaine de mars 2020 avec plus de 78 % des suffrages. Pour l'élection de novembre, Tillis se retrouve dans l'une des élections les plus serrées du pays face au démocrate Cal Cunningham, vétéran et ancien élu au Sénat de Caroline du Nord (2001-2003). Durant la campagne, plus de 250 millions de dollars sont dépensés, faisant de cette élection sénatoriale la plus chère de l'histoire américaine,. À quelques semaines du scrutin, la presse révèle que Cunningham — marié et père de famille — entretient une relation extraconjugale. De son côté, Tillis est atteint de la Covid-19 et doit s'isoler plusieurs jours. Une fois guéri, il participe à de nombreuses réunions publiques avec le président Trump, tandis que Cunningham évite la presse. En dépit du scandale et des attaques républicaines, les sondages continuent à donner une légère avance à Cunningham,. Ces sondages donnent également une avance à Joe Biden face à Trump, dans un État qui vote toujours pour le même parti à l'élection présidentielle et à l'élection sénatoriale concomitante depuis 1968. Cette tendance se confirme en 2020, lorsque Trump remporte l'État (49,9 % des voix contre 48,6 %) et Tillis bat Cunningham (48,7 % des voix contre 46,9 %).
Le 28 juin 2025, Tillis s'oppose au Sénat à un projet de loi regroupant de nombreuses priorités de politique intérieure du président Donald Trump, qui menace alors donc de soutenir un potentiel adversaire de Tillis lors de la primaire républicaine en vue des élections de mi-mandat de novembre 2026. Le lendemain, il annonce ne pas briguer de troisième mandat.

#### Politique intérieure

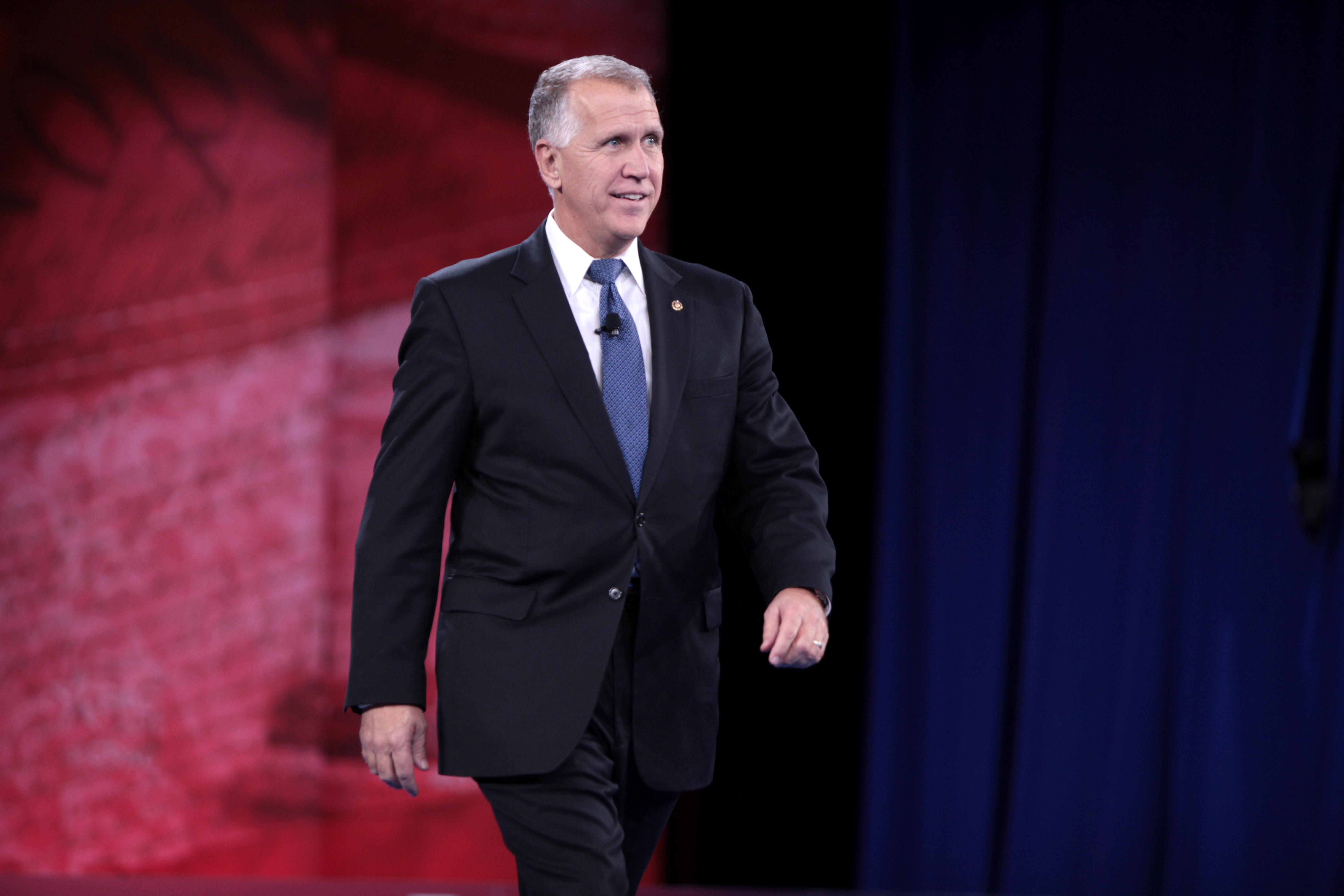
Thom Tillis à la Conservative Political Action Conference (CPAC) de 2016.

En février 2019, Thom Tillis publie un éditorial s'opposant à la décision de Donald Trump d'utiliser des fonds non prévus à cet effet pour construire son mur à la frontière mexicaine, une décision remettant en cause selon Tillis la séparation des pouvoirs. Critiqué par de nombreux conservateurs, qui menacent de soutenir un candidat plus conservateur lors des primaires, il soutient finalement le redéploiement de crédits prévus pour l'armée vers la construction du mur.

#### Politique étrangère

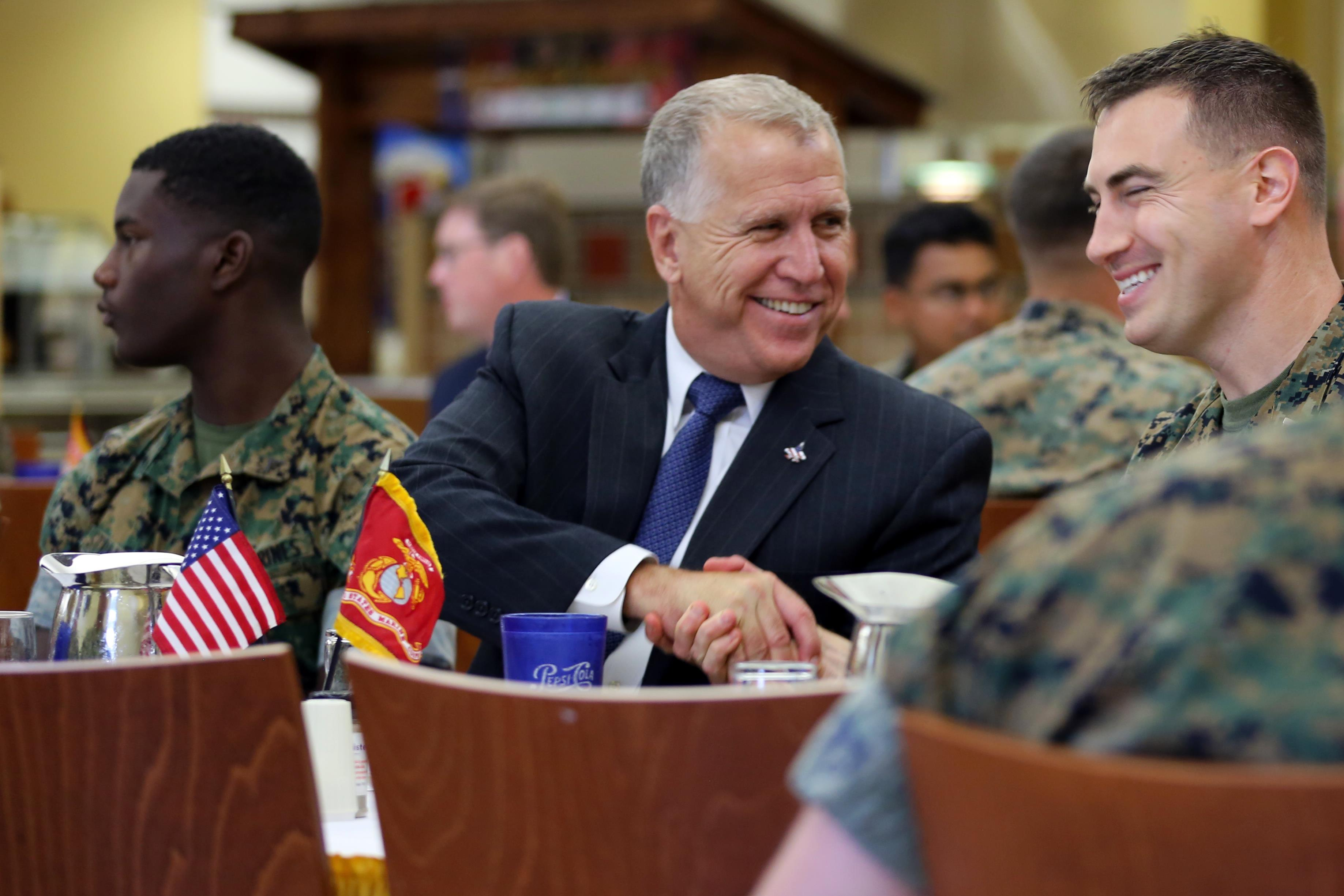
Tillis en visite à la Marine Corps Air Station Cherry Point à Havelock, en 2016.

Le 16 avril 2018, il se rend en Turquie avec l'ambassadeur des États-Unis pour la liberté religieuse internationale Sam Brownback afin de participer en personne à l'ouverture du procès du pasteur Andrew Brunson. Il s'agit de l'un des principaux dossiers problématiques entre les États-Unis et la Turquie. Officiellement, le pasteur Brunson est jugé car accusé de vouloir fragmenter religieusement la Turquie en évangélisant des Turcs — les chrétiens ne représentent qu'un peu plus de 0.1 % de la population turque — afin de créer de l'instabilité qui profiterait aux soutiens de Fethullah Gülen et au Parti des travailleurs du Kurdistan (PKK), de « terrorisme » à cause de rencontres avec des soutiens de Gülen présumés, mais aussi pour avoir dit des messes dédiées aux Kurdes et avoir utilisé le terme Kurdistan, ainsi que d'espionnage politique et militaire.
En rapportant l'accusation, Le Figaro note avec ironie « un complot politico-religieux entre un pasteur évangélique, un mouvement musulman sunnite et un parti marxiste-léniniste ». En réalité, le président turc Recep Tayyip Erdoğan avait proposé en septembre 2017 d'échanger Brunson contre Fethullah Gülen, qu'il accuse d'être l'instigateur de la tentative de coup d'État de 2016 en Turquie et de l'assassinat de l'ambassadeur russe Andreï Karlov, réfugié aux États-Unis et dont le gouvernement fédéral refuse l'extradition. Le procès de Brunson serait alors un moyen de faire pression diplomatiquement sur les États-Unis. Après que les Américains décident le 1er août de saisir des biens et avoirs de Süleyman Soylu et Abdulhamit Gül, ministres turcs de l'Intérieur et de la Justice, Brunson est relâché et évacué vers les États-Unis le 13 octobre suivant.